# Holdillúzió

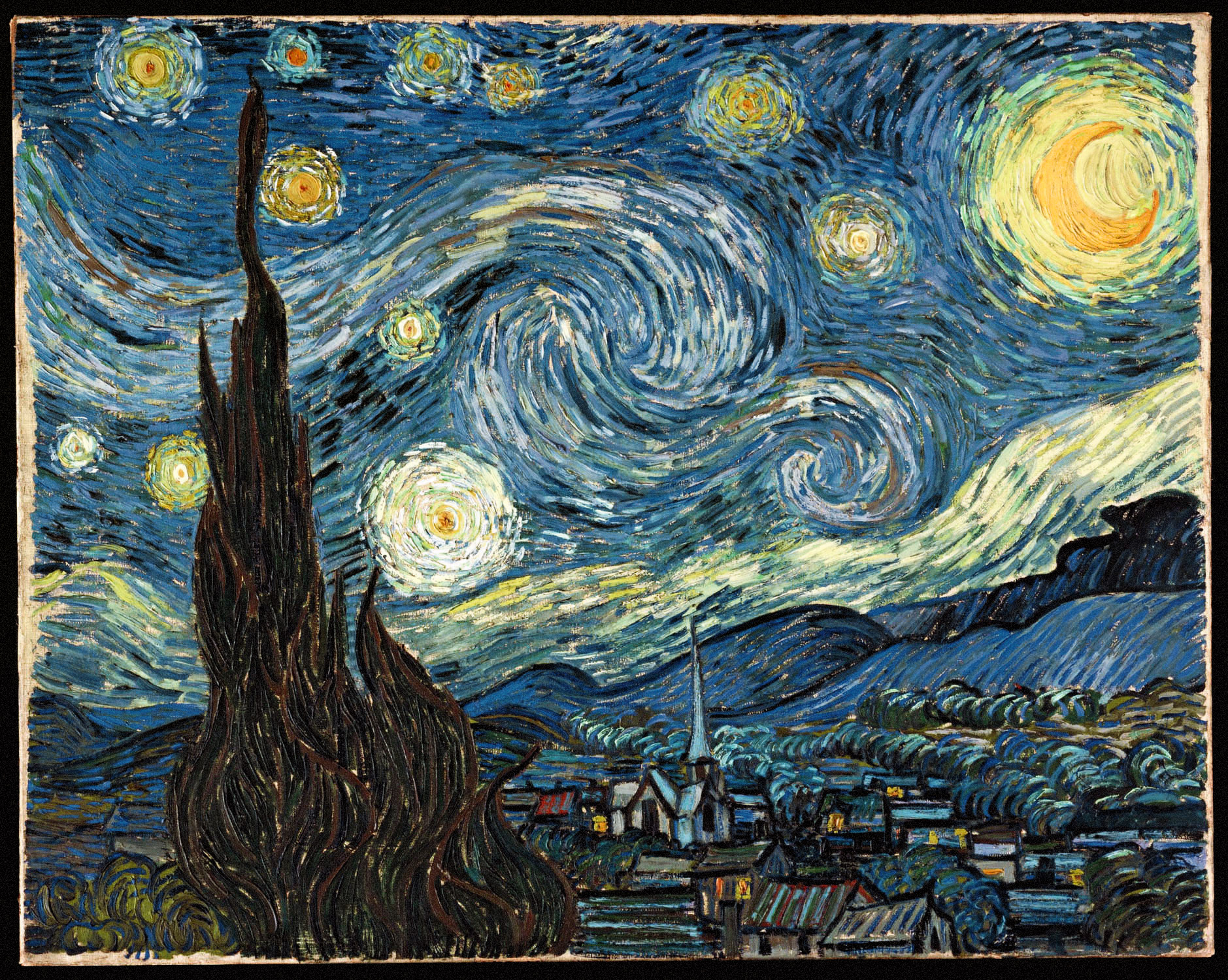
Van Gogh: Csillagos éj

A holdillúzió optikai csalódás, melynek során a horizonton lévő Holdat nagyobbnak látjuk, mint amikor a zeniten, magasan az égbolton van. Ez az optikai csalódás fennáll a Nap és a csillagképek esetében is. A csillagképek esetén egyik példa, hogy a Skorpió csillagkép főcsillaga, az Antares 16°-kal a horizont fölött delel, de mivel a horizont közelében van, ezért úgy tűnik, mintha magasabban lenne.
A jelenségről találhatók feljegyzések már az i. e. 7. századból is görög és kínai írásokban és Arisztotelész is megemlítette az i. e. 4. században. Több elmélet született, de viták folynak arról, hogy ezek közül melyik a legmegfelelőbb a jelenség magyarázatára.

## Lehetséges elméletek

II. ábra: A Hold a horizonton (jobbra lent) és a zeniten (középen fent)

### Látszólagos távolság elmélet
Az egyik legközismertebb magyarázat szerint, amely évszázadokra nyúlik vissza és modern formájában 1962 óta ismerjük Kaufman és Rock leírása alapján azért látjuk nagyobbnak a horizonton a Holdat, mert messzebbinek tűnik, mint amikor a zeniten van. Ennek megfelelően az égboltot nem félgömb alakúnak észleljük, hanem egy belapult kupolához hasonlóan. Ha pedig az azonos méretű retinális kép távolabb van, az nagyobb tárgyat jelez (lásd II. ábra).

### Távolsági jelzőmozzanatok
Ebben a teóriában a Hold képének méretváltozását annak tulajdonítják, hogy a horizont közelében lévő Hold mellett sok távolsági jelzőmozzanatot látunk (pl.: fákat, villanykarót, épületeket stb.), amelyek miatt a Hold sokkal távolabbinak tűnik, mint magasan az égbolton, ahol kevés jelzőmozzanat bizonyítja a távolságot. 

### Relatív méret elmélet

III. ábra

Egy másik elmélet szerint a környezetben látható tárgyakhoz (fák, villanykarók, épületek) viszonyítva tűnik nagyobbnak a Hold, míg a zeniten a Hold tűnik kisebbnek a nagy felülethez képest. Ehhez a teóriához kapcsolódik az Ebbinghaus-illúzió. Habár a két belső kör ugyanakkora, az egyik kör, amelyet a nagyobb körök vesznek körül, kisebbnek látszik, mint a másik, amelyet a kisebb körök vesznek körül (lásd III. ábra).

### Ponzo-illúzió

IV. ábra: Ponzo-illúzió

Korábban a holdillúziót megpróbálták fordított Ponzo-illúzióként is megmagyarázni. Ebben az illúzióban két egyforma méretű téglalap vagy kör látható sínpár-szerűen összefutó egyenesek között. A vonalak perspektíva jelzőmozzanatként szolgálnak és mivel úgy tűnik, mintha távolodnának, az összetérő vég felé eső kör vagy téglalap nagyobbnak látszik, mivel a különböző távolságban észlelt tárgyak retinára vetett képe csak akkor lehet egyforma, ha a távolabbi tárgy nagyobb (lásd IV. ábra).

### Oculomotor mikropsia és macropsia
Normálisan, amikor mondjuk csak egy domináns tárgy van a látómezőnkben, akkor szemünk alkalmazkodik (akkomodálódik) a távolságához, és ezáltal fontos távolságjelző információk jutnak az agyba. De amikor a tárgyak elé vagy mögé fókuszálunk, a tárgy kisebbnek vagy nagyobbnak tűnik. A holdillúzióra vonatkoztatva ez annyit jelent, hogy amikor a zeniten lévő Holdat nézzük, akkor a szemünk arra számít, hogy egy „normális”, csupán néhány méterre lévő tárgyra kell fókuszálni, mivel nincsenek távolsági jelzőmozzanatok. Ez az előképzet becsapja az agyunkat, emiatt az félreértelmezi a helyzetet és a zeniten lévő Hold kisebbnek tűnik. Ennek éppen az ellenkezője játszódik le, amikor a horizonton lévő Holdat látjuk, a környezetében távolsági jelzőmozzanatokkal, amelyek miatt messzebbinek tűnik a Hold.

## Összegzés

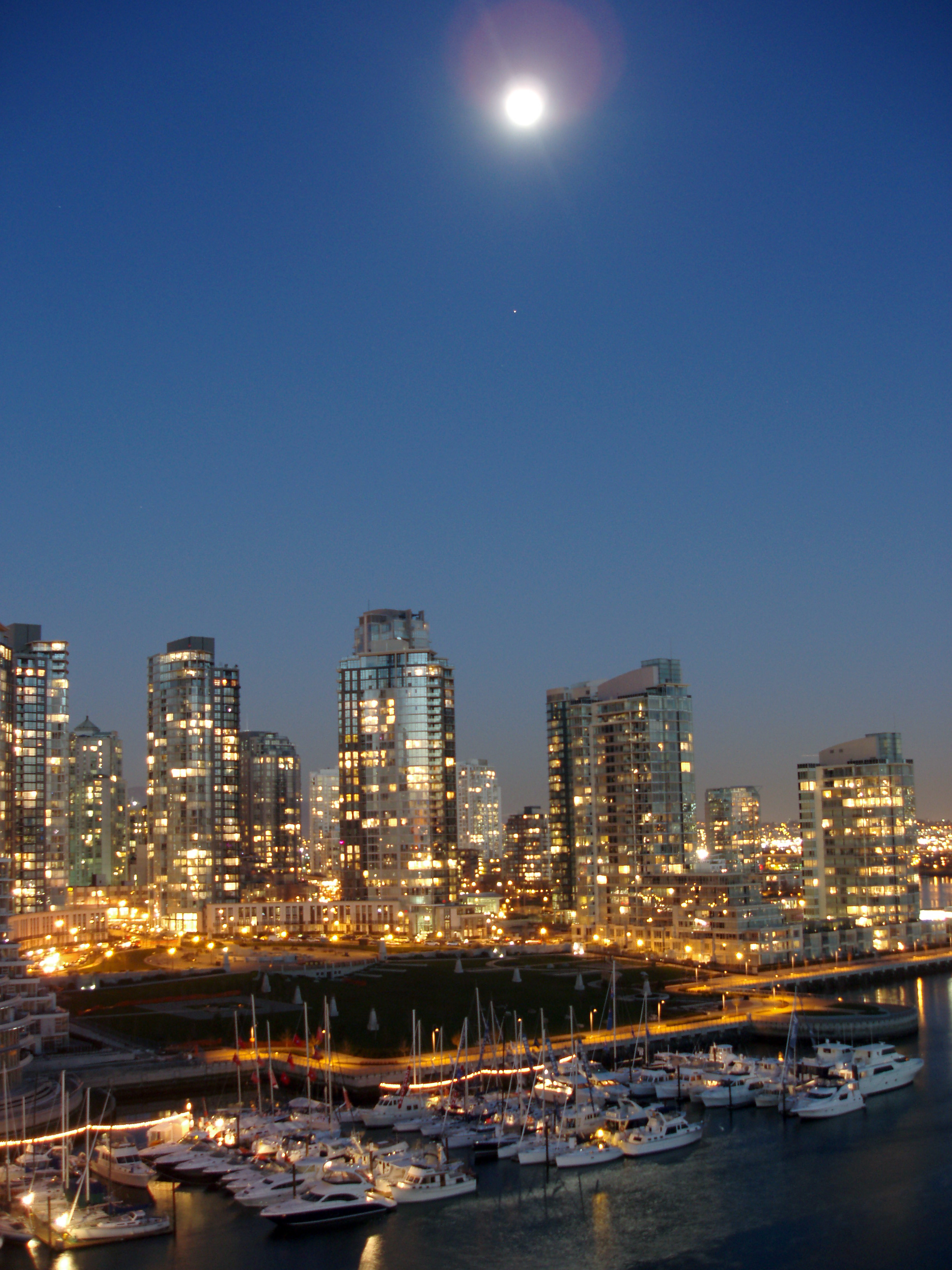
V. ábra: Vancouver teliholdnál

Ezek az elméletek próbálnak megoldást találni arra a kérdésre, hogy miért látjuk nagyobbnak a Holdat a különböző állásokban, ha a mérete mindig ugyanakkora. Ezt könnyedén bebizonyíthatjuk azzal, ha a Holdról ugyanazon kameraállásból készítünk képeket, miközben egyre távolodik a horizonttól és a ezeket összehasonlítva láthatjuk, hogy nincs változás a méretében. Azt is biztosan tudjuk, hogy a méretváltozást nem valamilyen fizikai vagy légköri jelenség okozza. Az elméletek közül szinte mindegyik ellen és mellett is kiállnak tudósok, illetve egyesek szerint több teória kombinálásával magyarázható meg az illúzió (lásd V. ábra).

## Fordítás
- Ez a szócikk részben vagy egészben  a   Moon Illusion című angol Wikipédia-szócikk fordításán alapul.  Az eredeti cikk szerkesztőit annak laptörténete sorolja fel. Ez a jelzés csupán a megfogalmazás eredetét és a szerzői jogokat jelzi, nem szolgál a cikkben szereplő információk forrásmegjelöléseként.